# マルシコ・ヌオーヴォ
マルシコ・ヌオーヴォ（イタリア語: Marsico Nuovo）は、イタリア共和国バジリカータ州ポテンツァ県にある、人口約4,000人の基礎自治体（コムーネ）。

## 地理

### 位置・広がり

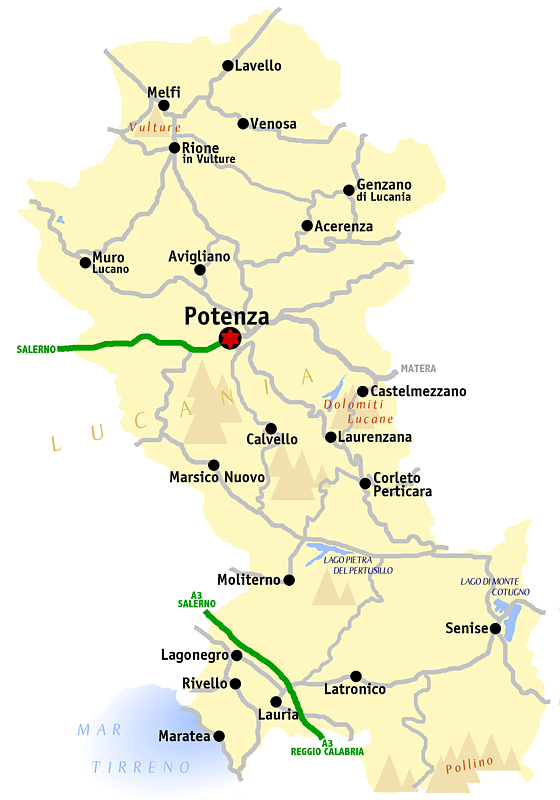
ポテンツァ県概略図

#### 隣接コムーネ
隣接するコムーネは以下の通り。括弧内のSAはサレルノ県（カンパニア州）所属を示す。
- アブリオーラ
- ブリエンツァ
- カルヴェッロ
- マルシコヴェーテレ
- パドゥーラ (SA)
- パテルノ
- サーラ・コンシリーナ (SA)
- サッソ・ディ・カスタルダ

## 行政

### 分離集落
マルシコ・ヌオーヴォには、以下の分離集落（フラツィオーネ）がある。
- Pergola, San Vito, Zaccaniello, Masseria Sassano, Niglio, Polenta, Vallone Melaggine, Tempa Cappitelli , Decolla, Occhio, Carrara, Circine, Fontanelle, Campo di Lupo, Orto del Conte, San Felice, Mandarese, Tempa Carnevale, Foresta dei Morti, Galaino, Scarpano, Sant'Elia, Camporeale, Scruppo, Calabritto, Cognone, Mastro Vitilli, Santa Maria, Santino, Capo d'Acqua, San Giovanni, Cappuccini, Cerbaia, Fontane Capano,Acqua Solfata, Pagliarone